# Royal Society of Chemistry

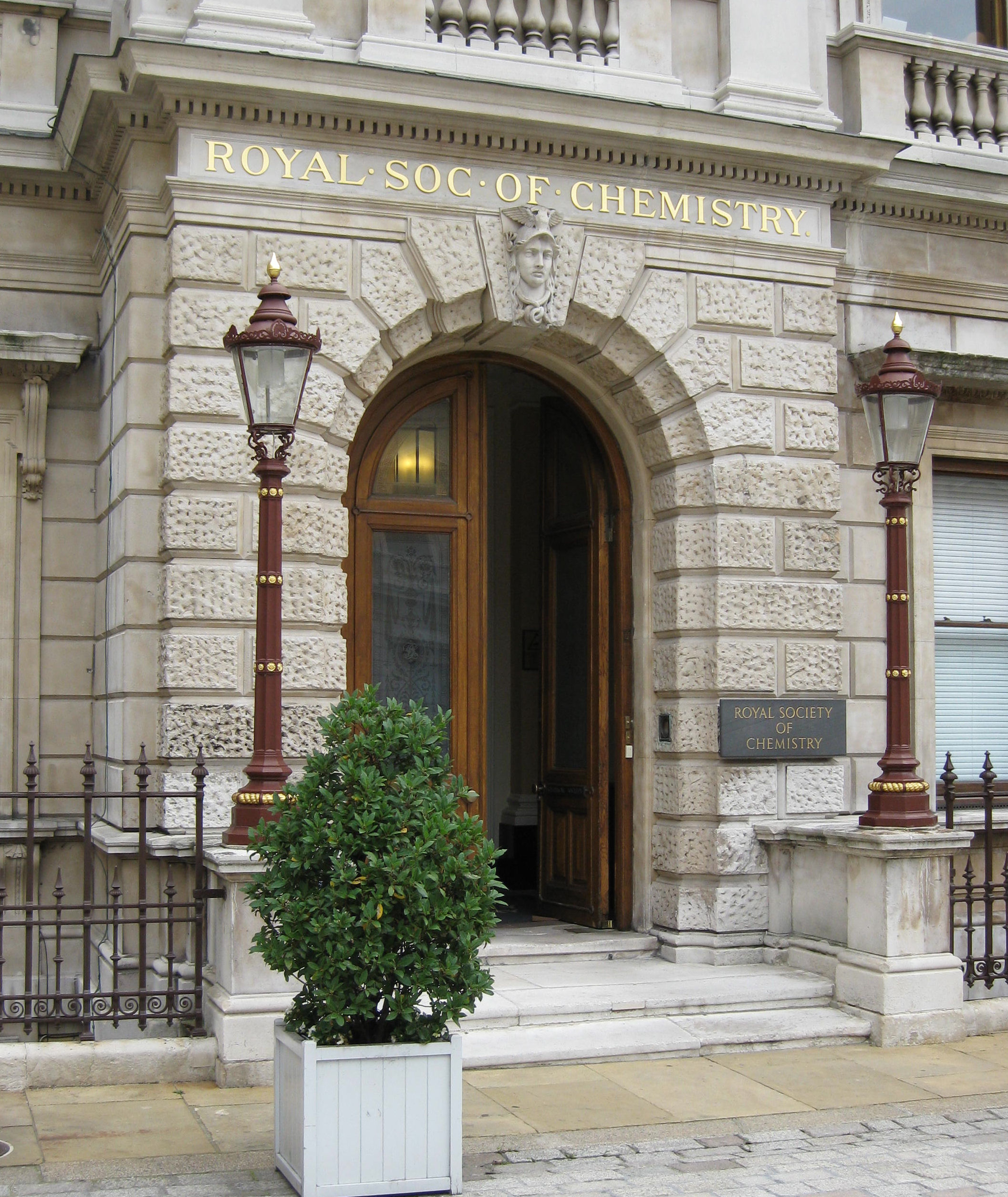
Seu de la Royal Society of Chemistry, a Londres.

La Royal Society of Chemistry (RSC) és una societat científica i associació professional del Regne Unit que té per objectiu impulsar el coneixement i el progrés de les ciències químiques. Fou creada l'any 1980 a partir de la unió de la Chemical Society, el Royal Institute of Chemistry, la Faraday Society i la Society for Analytical Chemistry, i al moment de la seva creació es comptaven 34.000 socis al Regne Unit i 8.000 a l'estranger. La seu de l'entitat es troba a la casa Burlington House de Londres, per bé que també disposa d'una seu a la Thomas Graham House de Cambridge, on hi ha la seu del servei de publicacions de l'entitat, l'RSC Publishing. A més, l'entitat té seus al University City Science Center de Philadelphia, Pequín, Shanghai i Bangalore (Índia).
Entre les activitats principals hi ha la recerca, la publicació de revistes, llibres i bases de dades de caràcter científic, a més a més d'organitzar i acollir congressos i seminaris. És el col·legi professional de química del Regne Unit, amb la potestat de nomenar els seus membres més destacats amb títols com Chartered Chemist, Chartered Scientist, Registered Scientist, Registered Science Technician, Fellow of the Royal Society of Chemistry i Honorary Fellow of the Royal Society of Chemistry.

## Presidència
El president (o presidenta) és escollit de forma biennal, i porta una insígnia amb la forma d'una roda amb radis, amb la figura dreta de Joseph Priestley en esmalt, en vermell i blau, sobre un medalló hexagonal al centre. La vora de la roda és daurada, i els dotze radis són metàl·lics.
L'actual president és Dominic Tildesley (2014–2016). Altres presidents han estat:
- 1980–1982: Sir Ewart Ray Herbert Jones (1911–2002)
- 1982–1984: Sir John Ivan George Cadogan (1930–)
- 1984–1986: Richard Oswald Chandler Norman (1932–1993)[5]
- 1986–1988: Sir Jack Lewis (1928–)
- 1988–1990: John Mason Ward
- 1990–1992: Sir Rex Edward Richards (1922–)
- 1992–1994: Charles Wayne Rees (1927–2006)[6]
- 1994–1996: John Howard Purnell (1925–1996)[7]
- 1996–1998: Edward William Abel (1931–)
- 1998–2000: Anthony Ledwith (1933–)[8]
- 2000–2002: Steven Victor Ley (1945–)
- 2002–2004: Sir Harold Kroto (1939–)
- 2004–2006: Simon Campbell (1941–)[9]
- 2006–2008: James Feast (1938–)
- 2008–2010: David Garner (1941–)[10]
- 2010–2012: David Phillips (1939–)[11]
- 2012–2014: Lesley Yellowlees MBE BSc PhD FRSC FRSE[12] (1953-)

## Divisions i fòrums
La societat està organitzada al voltant de 5 divisions i 4 fòrums, basats en àrees temàtiques, i seccions locals tant al Regne Unit com a la resta del món. Les divisions i els fòrums abasten àmplies àrees de la química, i també contenen molts grups d'interès especial per matèries més específiques.
- Divisió Analítica sobre química analítica i promotora dels objectius originals de la Society for Analytical Chemistry. 12 grups temàtics.
- Divisió Dalton, en honor de John Dalton, sobre química inorgànica. 6 grups temàtics.
- Divisió d'Educació sobre didàctica de la química. 4 grups temàtics.
- Divisió Faraday, en honor de Michael Faraday, sobre química física i promotora dels objectius originals de la Faraday Society. 14 grups temàtics.
- Divisió Orgànica sobre química orgànica. 6 grups temàtics.
- Divisió d'Interfície Biologia Química. 2 grups temàtics.
- Fòrum de Medi Ambient, Sostenibilitat i Energia . 3 grups temàtics.
- Fòrum de Química dels Materials. 4 grups temàtics.
- Fòrum d'Indústria i Tecnologia. 13 grups temàtics.

Hi ha 12 grups temàtics que no estan adscrits a cap divisió ni fòrum.

## Seccions locals
Hi ha 35 seccions locals al Regne Unit i Irlanda. Als països de la Commonwealth i a d'altres molts països existeixen representants locals de la Societat.

## Publicacions

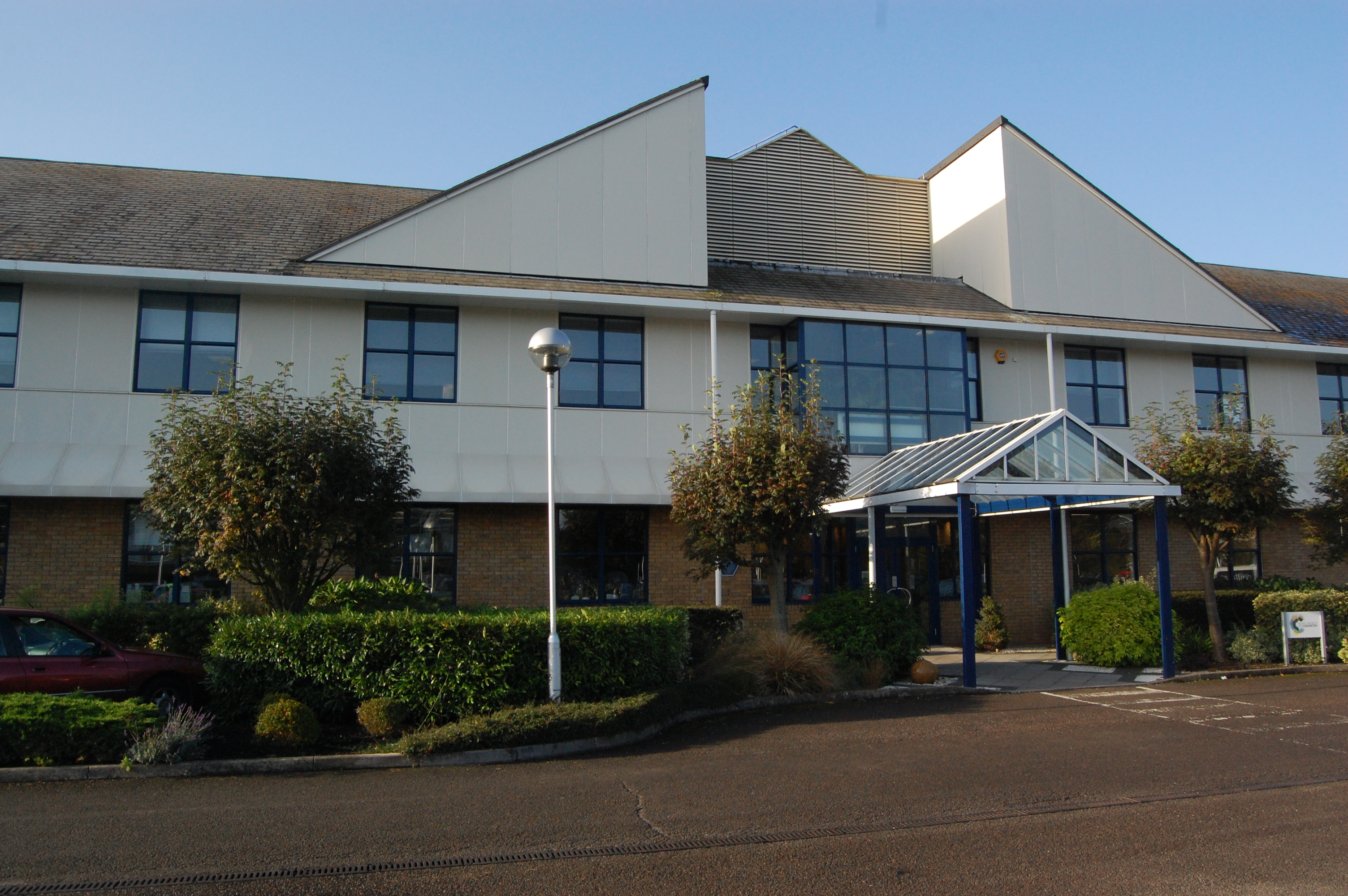
Thomas Graham House, centre des d'on es gestionen les publicacions, l'any 2014

La Societat és una editora sense ànim de lucre: els beneficis obtinguts per les publicacions s'inverteixen en la investigació i desenvolupament de les ciències químiques.
A més de les publicacions més conegudes com a Chemical Communications, Chemical Science i Chemical Society Reviews, la Societat publica:
- Education in Chemistry per a professors
- Un diari en línia per a professors de química, Chemistry Education Research and Practice.
- Una revista sobre química general, Chemistry World, que s'envia mensualment a tots els membres de la Societat arreu del món. Es va publicar per primer cop el mes de gener de 2004. Va substituir Chemistry in Britain, publicada per primer cop l'any 1965. Entre el seu contingut s'hi poden trobar notícies, articles sobre química general, com història de la química o desenvolupaments tecnològics, ressenyes sobre llibres i cartes dels lectors. Té l'ISSN 1473-7604. Chemistry World té el suport de Chemistry World Podcast, presentat pel Dr. Chris Smith, científic de la Universitat de Cambridge, qui també edita the Naked Scientists.
- Llibres per a estudiants, com per exemple Tutorial Chemistry Texts, una col·lecció de 23 llibres, editada pel Professor E. W. Abel, i la col·lecció de 8 llibres Molecular World, el coordinador de la qual és el Professor L. E. Smart.
- Llibres sobre història de la química, com una història de la Faraday Society.

## Chemistry Centre
El Chemistry Centre té seu a les oficines de Londres de la Royal Society of Chemistry a l'edifici Burlington House. Aquí s'organitzen events pel públic en general, grups membres de la RSC i per a organitzacions externes, com per exemple classes magistrals sobre ciències químiques que es retransmeten en directe (amb la tècnica de l'streaming) a través de la pàgina web pública de la RSC, the Reaction. Aquestes classes magistrals gratuïtes posen el focus en els aspectes químics d'un ampli ventall de temes, des del curri fins al plaer de la música. Les opcions de transport públic més properes al Chemistry Centre són les estacions de metro de Green Park i Piccadilly Circus.
El Chemistry Centre ha atret molts escriptors científics de ressò, com Philip Ball, Antony John Williams i John Emsley a fer classes magistrals. La majoria d'aquestes sessions estan arxivades a la pàgina web the Reaction de la RSC.

### Història
Encara que el Chemistry Centre es va inaugurar l'any 2010, la Royal Society of Chemistry ha tingut seu a l'edifici des de l'any 1857 (en aquell temps era coneguda com a Chemical Society). El cor del Chemistry Centre és la Biblioteca i Centre d'Informació de la RSC, que es remunta a l'any 1842. Durant els anys, la biblioteca de la RSC ha rebut diverses donacions de membres il·lustres, com per exemple Michael Faraday. La biblioteca fou un centre d'informació sobre ciències químiques durant la Primera i Segona Guerres Mundials, quan es necessitava consultar de forma intensiva al material disponible sobre química.

## Biblioteca i centre d'informació
La Societat té una gran biblioteca sobre temàtica de les ciències químiques, incloent-hi accés en línia per a socis, amb seu al Chemistry Centre, a l'edifici Burlington House. Forma part del Chemistry Centre i és un recurs pels membres de la RSC, encara que també està oberta al públic en general.

## Premis i guardons
La RSC atorga diversos Premis i Guardons cada any, incloent-hi guardons a l'excel·lència en qualsevol àrea de la química, en àrees d'especialitat, o per assolir fites singulars en la carrera d'un químic.
Les medalles es concedeixen centralment per la RSC i per les divisions de l'organització. També existeixen guardons atorgats pels grups d'interès de la RSC.
Les medalles atorgades centralment inclouen els premis Harrison-Meldola Memorial Prizes, que es concedeixen a químics britànics de menys de 32 anys per les seves investigacions originals en química i les Corday-Morgan medals, que consisteixen en tres guardons separats per a les contribucions més meritòries a la química experimental (inclosa la simulació per computador). El Premi Tilden, anteriorment conegut com a Tilden Lecture, consisteix en tres guardos anuals atorgats a científics en la seva maduresa pels seus avenços en química.
Alguns guanyadors del Premi Harrison-Meldola (conegut com a Meldola Medal and Prize abans de la seva unificació amb el premi Edward Harrison l'any 2008) han estat Christopher Kelk Ingold (1921, 1922), Cyril Norman Hinshelwood (1923), R. H. Stokes (1946), D. H. Williams (1966) i J. Evans (1978).
Els premiats amb la medalla Corday-Morgan inclouen Derek Barton (1949), Sir Ronald Sydney Nyholm (1950), Frederick Sanger (1951), John Cornforth (1953), Rex Richards (1954) i George Porter (1955). Alguns dels químics capdavanters al Regne Unit han estat guardonats amb aquest premi en els últims anys.
La Divisió Faraday concedeix anualment el guardó Marlow Award per les contribucions a la química física o a la física química realitzades per membres de la Divisió Faraday menors de 32 anys. Alguns dels guardonats més recents han estat Andrew Orr-Ewing (1999), Jonathan A. Jones (2000), Helen Fielding (2001), Jonathan Essex (2002), Daren Caruana (2003), Jonathan Reid (2004), Julie Macpherson (2005), Fred Manby (2006) i Alessandro Troisi (2007).

## Escut d'armes
La RSC té el seu propi escut d'armes. N'hi ha de dues formes: l'escut d'armes complet té dos suports en forma de lleó i d'unicorni, i el lema en llatí "Pro scientia et humanitate"
(Per la ciència i la humanitat). La forma més petita només usa l'escut central, que és similar al de l'escut d'armes del Royal Institute of Chemistry.

Escut
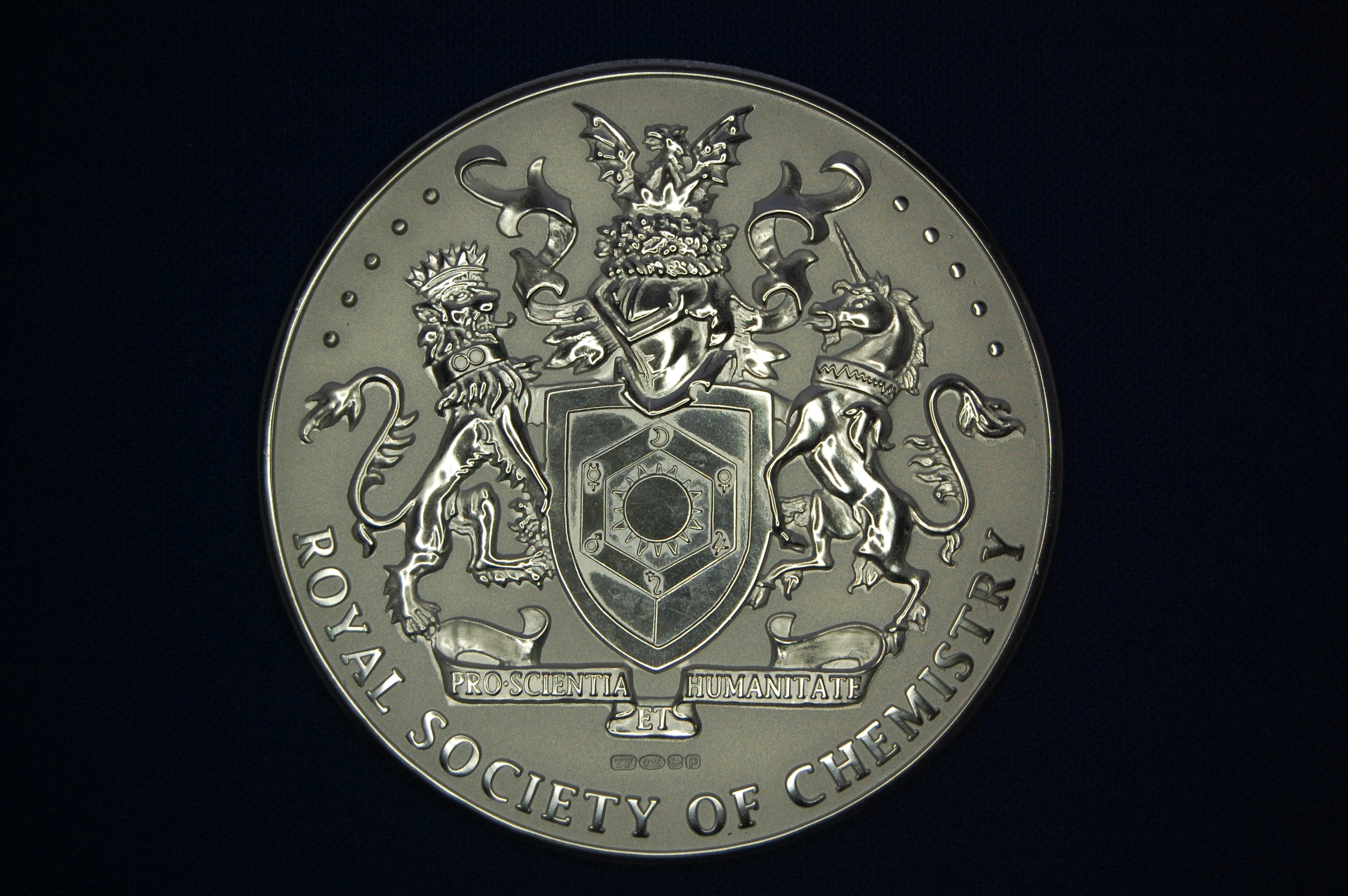
Escut d'armes en la medalla per la Ciència Analítica del Premi Robert Boyle de la societat

## Altres recursos
Interactive Lab Primer és un lloc web dissenyat per proporcionar consells sobre una varietat d'habilitats sobre experiments en química. Aquest lloc web inclou consells bàsics de seguretat al laboratori, mostra tècniques inicials, introdueix alguns instruments de laboratori, i proporciona altres referències.
La societat lidera un programa de plaques commemoratives (blue plaques), que es col·loquen a llocs associats a esdeveniments o personalitats il·lustres en l'àmbit de la química. Les plaques més recents tenen forma hexagonal.